# رون فورستر
رون فورستر (بالإنجليزية: Ron Forster)‏ (19 أغسطس 1935 في المملكة المتحدة - 2002) هو لاعب كرة قدم بريطاني في مركز جناح ‏. لعب مع شيفيلد وينزداي ودارلينجتون إف سى.